# Poecilodryas superciliosa
Poecilodryas superciliosa là một loài chim trong họ Petroicidae.